# Kevin Ekman Larsson
Kevin Ekman Larsson, född 26 januari 1995 i Karlskrona, är en svensk professionell ishockeyspelare som spelar för Tucson Roadrunners i AHL. 
Han är yngre bror till den professionella ishockeyspelaren Oliver Ekman Larsson, som just nu spelar i NHL-organisationen Arizona Coyotes, precis samma organisation som Kevin själv har spelat i.